# Одна неділя
«Одна неділя» — радянський художній фільм 1988 року, знятий режисером Михайлом Кацем на Одеській кіностудії.

## Сюжет
Сумний фільм про самотність та неприкаяність юного хлопця та літню людину, що живуть по-сусідству. Микола Степанович присвятив усю неділю синові, а той випровадив його зі своєї квартири, чекаючи на знайому жінку… Дмитро весь день провів біля вікна… І лише у фіналі фільму старий і юнак зустрічаються у напівпорожній залі кінотеатру, де юнак до сліз регоче над фільмом, не помічаючи, що літня людина, що сидить поруч, — померла…

## У ролях
- Микола Пастухов — Микола Степанович
- Костянтин Осетров — Дмитро
- Валерій Прийомихов — Валера (озвучив Ігор Єфімов)
- Юрій Кузьменко — син
- Наталія Позднякова — мама Дмитра
- Олег Гаркуша — працівник тиру
- Максим Кисельов — роль другого плану
- Маша Терпугова — роль другого плану
- Кирило Міллер — художник
- Дмитро Нужин — епізод
- Наталія Поліщук — епізод
- Валерій Сітник — епізод
- О. Терпугова — епізод
- Микола Токар — епізод
- Віталій Трошенков — епізод
- Світлана Кірєєва — маклер
- Олександр Ликов — хлопець у кафе
- Лідія Доротенко — жінка на зустрічі з житлового обміну

## Знімальна група
- Режисер — Михайло Кац
- Сценарист — Армен Ватьян
- Оператор — Валерій Махньов
- Композитор — Віктор Власов
- Художник — Олена Логвіна